# Џозеф Л. Манкевиц
Џозеф Лео Манкевиц (енгл. Joseph Leo Mankiewicz; Вилкс-Бери, 11. фебруар 1909 — Бедфорд, 5. фебруар 1993) био је амерички филмски редитељ, сценариста и продуцент. Најпознатији је као добитник два Оскара (за режију и за сценарио) за филм Све о Еви (1950).
Млађи је брат холивудског филмског сценаристе Хермана Џ. Манкевица.

## Младост
Џозеф Л. Манкевиц је рођен у Вилкс-Бару, Пенсилванија, од оца Франца Манкевица (умро 1941) и Јохане Блуменау, јеврејских емигранта из Немачке и Курландије. Поред старије сестре, Ерне Манкевиц Стенбак (1901–1979), имао је старијег брата Хермана Ј. Манкевица (1897–1953), који га је довео у Холивуд да постане сценариста. Херман је такође освојио Оскара као косценариста Грађанина Кејн (1941).
Са четири године, Манкевиц се преселио са својом породицом у Њујорк, где је 1924. дипломирао средњу школу Стајвесант. Следио је брата на Колумбија универзитет, где је дипломирао енглески језик и писао за Колумбија Дајли Спејтатор, а након што је дипломирао 1928. преселио се у Берлин, где је радио на неколико послова, укључујући превођење филмских међунаслова са немачког на Енглески за УФА.

## Породична историја
Џозеф је био је млађи брат Хермана Џ. Манкијевица. Његови синови су Ерик Рејнал (из првог брака, са глумицом Елизабет Јанг), продуцент Кристофер Манкијевић и писац/редитељ Том Манкијевич. Он има и ћерку Алекс Манкијевич. Његови нећаци укључују писца и филмског ствараоца Ника Дејвиса, репортера NBC Dateline Џоша Манкијевица и телевизијску личност Бена Манкијевица, који се тренутно може видети на TCM-у. Он је такође био ујак Франка Манкијевица, познатог менаџера политичке кампање који је званично најавио убиство председничког кандидата Роберта Ф. Кенедија 1968. Он није био у сродству са британским сценаристом Волфом Манковицом, с презименом које слично звучи.

## Смрт
Манкевиц је преминуо од срчаног удара 5. фебруара 1993. године, шест дана пре свог 84. рођендана. Сахрањен је на гробљу Епископалног црквеног дворишта Светог Матеја у Бедфорду у Њујорку.

## Филмографија

### Режисер
| Година | Наслов                                         | Продукцијска кућа                     | Постава                                             | Напомене                                          |
| ------ | ---------------------------------------------- | ------------------------------------- | --------------------------------------------------- | ------------------------------------------------- |
| 1946   | Dragonwyck                                     | Твентит сенчури Фокс                  | Џин Тирни / Винсент Прајс                           |                                                   |
| 1946   | Somewhere in the Night                         | Твентит сенчури Фокс                  | Ричард Конте / Џон Ходијак / Нанси Гулд             |                                                   |
| 1947   | The Late George Apley                          | Твентит сенчури Фокс                  | Роналд Колманn                                      |                                                   |
| 1947   | Дух и госпођа Мјур                             | Твентит сенчури Фокс                  | Џин Тирни / Рекс Харисон / Џорџ Сандерс             |                                                   |
| 1948   | Escape                                         | Твентит сенчури Фокс                  | Рекс Харисон / Пеги Каминс / Вилијам Хартнел        |                                                   |
| 1949   | A Letter to Three Wives                        | Твентит сенчури Фокс                  | Џин Крејн / Линда Дарнел / Ен Садерн                |                                                   |
| 1949   | House of Strangers                             | Твентит сенчури Фокс                  | Едвард Џи Робинсон / Сузан Хејвард / Ричард Конте   |                                                   |
| 1950   | No Way Out                                     | Твентит сенчури Фокс                  | Ричард Видмарк / Сидни Поатје / Линда Дарнел        |                                                   |
| 1950   | Све о Еви                                      | Твентит сенчури Фокс                  | Бети Дејвис / Ен Бакстер / Џорџ Сандерс             |                                                   |
| 1951   | People Will Talk                               | Твентит сенчури Фокс                  | Кери Грант / Џин Крејн / Хјум Конин                 |                                                   |
| 1952   | 5 прстију                                      | Твентит сенчури Фокс                  | Џејмс Мејсон / Даниел Дару                          |                                                   |
| 1953   | Јулије Цезар                                   | Метро-Голдвин-Мејер                   | Марлон Брандо / Џејмс Мејсон / Џон Гилгуд           |                                                   |
| 1954   | Босонога контеса                               | Фигаро / Јунајтед Артист              | Хамфри Богарт / Ава Гарднер                         | Техниколор филм                                   |
| 1955   | Guys and Dolls                                 | Самјуел Голдвин / Метро-Голдвин-Мејер | Марлон Брандо / Џин Симонс / Френк Синатра          | Истманколор филм                                  |
| 1958   | The Quiet American                             | Фигаро / Јунајтед Артист              | Оди Мерфи / Мајкл Редгрејв                          | Грајам Грин                                       |
| 1959   | Изненада, прошлог лета                         | Колумбија                             | Елизабет Тејлор / Монтгомери Клифт / Кетрин Хепберн | Тенеси Вилијамс                                   |
| 1963   | Клеопатра                                      | Твентит сенчури Фокс                  | Елизабет Тејлор / Ричард Бартон / Рекс Харисон      | Делукс филм                                       |
| 1964   | A Carol for Another Christmas                  | ABC                                   | Стерлинг Хејден / Питер Селерс                      | Телевизијски филм                                 |
| 1967   | The Honey Pot                                  | Продукције познатих уметника          | Рекс Харисон / Сузан Хејвард / Меги Смит            | Техниколор филм                                   |
| 1970   | King: A Filmed Record... Montgomery to Memphis | Комонвелт Јунајтед                    |                                                     | Корежирао са Сиднијем Ламетом / Документарни филм |
| 1970   | There Was a Crooked Man...                     | Ворнер брос                           | Кирк Даглас / Хенри Фонда / Хјум Конин              | Техниколор филм                                   |
| 1972   | Њушкало                                        | Паломер Пикчерс                       | Лоренс Оливије / Мајкл Кејн                         | Колор филм                                        |

### Писац
- Fast Company (1929) кописац
- Slightly Scarlet (1930) кописац
- Paramount on Parade (1930)
- The Social Lion (1931) адаптација
- Only Saps Work (1931) кописац
- The Gang Buster (1931)
- Finn and Hattie (1931)
- June Moon (1931) кописац
- Skippy (1931) кописац
- Newly Rich (1931) кописац
- Sooky (1931) кописац
- This Reckless Age (1932) кописац
- Sky Bride (1932) кописац
- Million Dollar Legs (1932) прича
- If I Had A Million (1932) (сегменти "China Shop", "Three Marines", "Violet") некредитован
- Diplomaniacs (1933) кописац
- Emergency Call (1933) кописац
- Too Much Harmony (1933) прича
- Alice in Wonderland (1933) кописац
- Manhattan Melodrama (1934) кописац
- Our Daily Bread (1934) дијалог
- Forsaking All Others (1934)
- I Live My Life (1935)
- Woman of the Year (1942)
- The Keys of the Kingdom (1944) кописац
- Dragonwyck (1946)
- Somewhere in the Night (1946) кописац
- A Letter to Three Wives (1949)
- House of Strangers (1949) некредитован
- No Way Out (1950) кописац
- All About Eve (1950)
- People Will Talk (1951)
- Julius Caesar (1953) некредитован
- The Barefoot Contessa (1954)
- Guys and Dolls (1955)
- The Quiet American (1958)
- Cleopatra (1963) кописац
- The Honey Pot (1967)